# When Broken Is Easily Fixed
When Broken Is Easily Fixed é o álbum de estreia da banda de post-hardcore Silverstein, lançado a 20 de Maio de 2003.

## Faixas
Todas as faixas por Shane Told, exceto onde anotado.
1. "Smashed Into Pieces" – 3:44
2. "Red Light Pledge" – 3:51
3. "Giving Up" – 4:12
4. "November" (Boshart, Bradford, Told) – 4:15
5. "Last Days of Summer" (Boshart, Told) – 4:30
6. "Bleeds No More" – 3:16
7. "Hear Me Out" (Boshart, Bradford, Told) – 3:50
8. "The Weak and the Wounded" (Boshart, Told) – 3:15
9. "Wish I Could Forget You" (Bradford, Koehler, McWalter) – 3:26
10. "When Broken Is Easily Fixed" (com Kyle Bishop) (Boshart, Bradford, Told) – 4:20

## Desempenho nas paradas musicais
| Parada musical (2003)                   | Posição |
| --------------------------------------- | ------- |
| Estados Unidos - Top Heatseekers        | 48      |
| Estados Unidos - Top Independent Albums | 45      |

## Créditos
- Shane Told - Vocal
- Neil Boshart - Guitarra
- Josh Bradford - Guitarra
- Paul Koehler - Bateria, percussão
- Billy Hamilton - Baixo, vocal de apoio
- Kyle Bishop - Vocal convidada em "When Broken Is Easily Fixed"